# Sertularella magna
Sertularella magna is een hydroïdpoliep uit de familie Sertulariidae. De poliep komt uit het geslacht Sertularella. Sertularella magna werd in 1904 voor het eerst wetenschappelijk beschreven door Nutting. 